# Good Girls/Episodenliste

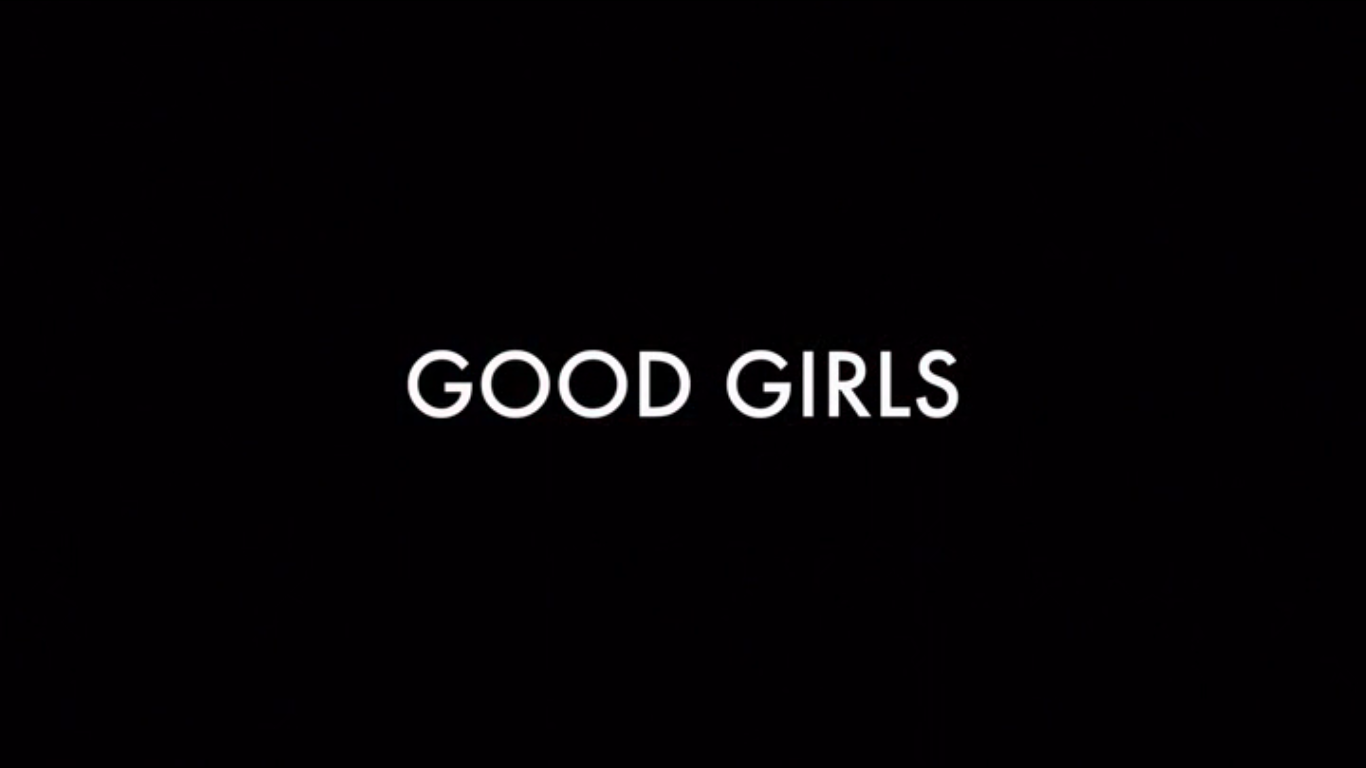
Logo zur Serie

Diese Episodenliste enthält alle Episoden der US-amerikanischen Dramedy Good Girls, sortiert nach der US-amerikanischen Erstausstrahlung. Die Fernsehserie umfasst derzeit vier Staffeln mit 50 Episoden. Eine Verlängerung um eine weitere Staffel ist nicht vorgesehen.

## Übersicht
| Staffel | Episodenanzahl | Erstausstrahlung USA | Erstausstrahlung USA | Deutschsprachige Erstveröffentlichung |
| Staffel | Episodenanzahl | Staffelpremiere      | Staffelfinale        | Deutschsprachige Erstveröffentlichung |
| ------- | -------------- | -------------------- | -------------------- | ------------------------------------- |
| 1       | 10             | 26. Februar 2018     | 30. April 2018       | 3. Juli 2018                          |
| 2       | 13             | 3. März 2019         | 26. Mai 2019         | 31. Mai 2019                          |
| 3       | 11             | 16. Februar 2020     | 3. Mai 2020          | 26. Juli 2020                         |
| 4       | 16             | 7. März 2021         | 22. Juli 2021        | 31. August 2021                       |

## Staffel 1
Die Erstausstrahlung der ersten Staffel war vom 26. Februar bis zum 30. April 2018 beim US-amerikanischen Fernsehsender NBC zu sehen. Die deutschsprachige Erstveröffentlichung fand am 3. Juli 2018 beim Video-on-Demand-Anbieter Netflix per Streaming statt.
| Nr. (ges.) | Nr. (St.) | Deutscher Titel           | Originaltitel           | Erstausstrahlung USA | Deutschsprachige Erstausstrahlung (D) | Regie              | Drehbuch                      | Zuschauer (USA) |
| ---------- | --------- | ------------------------- | ----------------------- | -------------------- | ------------------------------------- | ------------------ | ----------------------------- | --------------- |
| 1          | 1         | Pilot                     | Pilot                   | 26. Feb. 2018        | 3. Juli 2018                          | Dean Parisot       | Jenna Bans                    | 5,979 Mio.      |
| 2          | 2         | Mehr Geld, mehr Probleme  | Mo Money Mo Problems    | 5. März 2018         | 3. Juli 2018                          | Alberto Del Rey    | Jeannine Renshaw              | 5,361 Mio.      |
| 3          | 3         | Grenzgänger               | Borderline              | 12. März 2018        | 3. Juli 2018                          | Kenneth Fink       | Jenna Lamia                   | 4,460 Mio.      |
| 4          | 4         | Atombombe!                | Atom Bomb               | 19. März 2018        | 3. Juli 2018                          | Dean Parisot       | Nicole Paulhus                | 4,067 Mio.      |
| 5          | 5         | Sex, Lügen und Kassenbons | Taking Care of Business | 26. März 2018        | 3. Juli 2018                          | Sarah Pia Anderson | Des Moran                     | 4,039 Mio.      |
| 6          | 6         | Die Aussicht von oben     | A View from the Top     | 2. Apr. 2018         | 3. Juli 2018                          | So Yong Kim        | Marc Halsey                   | 4,036 Mio.      |
| 7          | 7         | Schwestern                | Special Sauce           | 9. Apr. 2018         | 3. Juli 2018                          | Sharat Raju        | Bill Krebs                    | 4,512 Mio.      |
| 8          | 8         | Kaltgestellt              | Shutdown                | 16. Apr. 2018        | 3. Juli 2018                          | Nzingha Stewart    | Mark Wilding                  | 4,243 Mio.      |
| 9          | 9         | Die Augen des Hais        | Summer of the Shark     | 23. Apr. 2018        | 3. Juli 2018                          | Michael Weaver     | Bill Krebs & Jeannine Renshaw | 3,951 Mio.      |
| 10         | 10        | Remix                     | Remix                   | 30. Apr. 2018        | 3. Juli 2018                          | Sarah Pia Anderson | Jenna Bans                    | 4,041 Mio.      |

## Staffel 2
Die Erstausstrahlung der zweiten Staffel war vom 3. März bis zum 26. Mai 2019 beim US-amerikanischen Fernsehsender NBC zu sehen. Die deutschsprachige Erstveröffentlichung fand am 31. Mai 2019 beim Video-on-Demand-Anbieter Netflix per Streaming statt.
| Nr. (ges.) | Nr. (St.) | Deutscher Titel                          | Originaltitel                                     | Erstausstrahlung USA | Deutschsprachige Erstausstrahlung (D) | Regie            | Drehbuch                      | Zuschauer (USA) |
| ---------- | --------- | ---------------------------------------- | ------------------------------------------------- | -------------------- | ------------------------------------- | ---------------- | ----------------------------- | --------------- |
| 11         | 1         | Lieber bastle ich                        | I’d Rather Be Crafting                            | 3. März 2019         | 31. Mai 2019                          | Michael Weaver   | Bill Krebs                    | 2,748 Mio.      |
| 12         | 2         | Langsam, spielende Kinder                | Slow Down, Children At Play                       | 10. März 2019        | 31. Mai 2019                          | Michael Weaver   | Jeannine Renshaw              | 2,464 Mio.      |
| 13         | 3         | Hier ist die Mailbox von Leslie Peterson | You Have Reached The Voicemail Of Leslie Peterson | 17. März 2019        | 31. Mai 2019                          | Dylan K. Massin  | Emily Halpern & Sarah Haskins | 2,359 Mio.      |
| 14         | 4         | Die Waffe deiner Wahl                    | Pick Your Poison                                  | 24. März 2019        | 31. Mai 2019                          | Phil Traill      | Jenna Lamia                   | 2,314 Mio.      |
| 15         | 5         | Alles muss raus                          | Everything Must Go                                | 31. März 2019        | 31. Mai 2019                          | Michael Spiller  | Carla Banks Waddles           | 2,159 Mio.      |
| 16         | 6         | Hose runter                              | Take Off Your Pants                               | 7. Apr. 2019         | 31. Mai 2019                          | Dean Parisot     | Des Moran                     | 2,386 Mio.      |
| 17         | 7         | Die Dubby                                | The Dubby                                         | 14. Apr. 2019        | 31. Mai 2019                          | So Yong Kim      | Bill Krebs                    | 2,393 Mio.      |
| 18         | 8         | Thelma und Louise                        | Thelma and Louise                                 | 21. Apr. 2019        | 31. Mai 2019                          | Michael Weaver   | Emily Halpern & Sarah Haskins | 2,136 Mio.      |
| 19         | 9         | Ein letztes Mal                          | One Last Time                                     | 28. Apr. 2019        | 31. Mai 2019                          | Tara Nicole Weyr | Carla Banks Waddles           | 2,342 Mio.      |
| 20         | 10        | Dieses Land ist dein Land                | This Land Is Your Land                            | 5. Mai 2019          | 31. Mai 2019                          | Lee Friedlander  | Jeannine Renshaw              | 2,249 Mio.      |
| 21         | 11        | Jagdsaison                               | Hunting Season                                    | 12. Mai 2019         | 31. Mai 2019                          | Ken Whittingham  | Jenna Lamia                   | 1,994 Mio.      |
| 22         | 12        | Jeff                                     | Jeff                                              | 19. Mai 2019         | 31. Mai 2019                          | Andrew McCarthy  | Mark Wilding & Jenna Lamia    | 2,350 Mio.      |
| 23         | 13        | König                                    | King                                              | 26. Mai 2019         | 31. Mai 2019                          | Michael Weaver   | Bill Krebs                    | 2,263 Mio.      |

## Staffel 3
Die Erstausstrahlung der dritten Staffel wurde zwischen dem 16. Februar und dem 3. Mai 2020 beim US-amerikanischen Fernsehsender NBC ausgestrahlt. Die deutschsprachige Erstveröffentlichung fand am 26. Juli 2020 auf Netflix statt.
| Nr. (ges.) | Nr. (St.) | Deutscher Titel               | Originaltitel       | Erstausstrahlung USA | Deutschsprachige Erstausstrahlung (—) | Regie           | Drehbuch                       | Zuschauer (USA) |
| ---------- | --------- | ----------------------------- | ------------------- | -------------------- | ------------------------------------- | --------------- | ------------------------------ | --------------- |
| 24         | 1         | Neue Ufer, alte Sorgen        | Find Your Beach     | 16. Feb. 2020        | 26. Juli 2020                         | Michael Weaver  | Jenna Bans & Bill Krebs        | 1,973 Mio.      |
| 25         | 2         | Finde das Licht               | Not Just Cards      | 23. Feb. 2020        | 26. Juli 2020                         | Phil Traill     | Carla Banks Waddles            | 1,805 Mio.      |
| 26         | 3         | Kind oder Kugel               | Egg Roll            | 1. März 2020         | 26. Juli 2020                         | Lee Friedlander | Helen Childress                | 1,799 Mio.      |
| 27         | 4         | Der Preis des Lebens          | The Eye In Survivor | 8. März 2020         | 26. Juli 2020                         | Dylan K. Massin | Greta Heinemann                | 1,910 Mio.      |
| 28         | 5         | Vögel, die am Morgen singen … | Au Jus              | 15. März 2020        | 26. Juli 2020                         | Andrew McCarthy | Chantelle M. Wells             | 1,904 Mio.      |
| 29         | 6         | Bruder Jakob                  | Frere Jacques       | 22. März 2020        | 26. Juli 2020                         | Michael Weaver  | Ester Lou Weithers             | 1,899 Mio.      |
| 30         | 7         | Vegas, Baby                   | Vegas Baby          | 29. März 2020        | 26. Juli 2020                         | Andrew McCarthy | Helen Childress                | 1,975 Mio.      |
| 31         | 8         | Oma                           | Nana                | 5. Apr. 2020         | 26. Juli 2020                         | Phil Traill     | Greta Heinemann                | 1,840 Mio.      |
| 32         | 9         | Voll motiviert                | Incentive           | 19. Apr. 2020        | 26. Juli 2020                         | Sara Zandieh    | Chantelle M. Wells             | 1,754 Mio.      |
| 33         | 10        | Möglichkeiten                 | Opportunity         | 26. Apr. 2020        | 26. Juli 2020                         | Michael Weaver  | Carla Banks Waddles            | 1,581 Mio.      |
| 34         | 11        | Synergie                      | Synergy             | 3. Mai 2020          | 26. Juli 2020                         | Dylan K. Massin | Vanessa Mancos & Jeremy Gordon | 1,748 Mio.      |

## Staffel 4
Die vierte Staffel wurde zwischen dem 7. März 2021 und dem 22. Juli 2021 beim US-amerikanischen Fernsehsender NBC ausgestrahlt.
| Nr. (ges.) | Nr. (St.) | Deutscher Titel               | Originaltitel              | Erstausstrahlung USA | Deutschsprachige Erstausstrahlung (—) | Regie                            | Drehbuch                                     | Zuschauer (USA) |
| ---------- | --------- | ----------------------------- | -------------------------- | -------------------- | ------------------------------------- | -------------------------------- | -------------------------------------------- | --------------- |
| 35         | 1         | Eine Nacht in Bangkok         | One Night in Bangkok       | 7. März 2021         | 31. Aug. 2021                         | Eric Galileo Tignini             | Helen Childress & Bill Krebs                 | 3,02            |
| 36         | 2         | Kahuna                        | Big Kahuna                 | 14. März 2021        | 31. Aug. 2021                         | Jennifer Arnold & Michael Weaver | Bill Krebs                                   | 2,84            |
| 37         | 3         | Sündenbock                    | Fall Guy                   | 21. März 2021        | 31. Aug. 2021                         | Michael Weaver                   | Ester Lou Weithers                           | -               |
| 38         | 4         | Dave                          | Dave                       | 28. März 2021        | 31. Aug. 2021                         | Michael Weaver                   | Greta Heinemann & Mark Wilding               | -               |
| 39         | 5         | Die Bankerin                  | The Banker                 | 11. Apr. 2021        | 31. Aug. 2021                         | Eric Galileo Tignini             | Bill Krebs                                   | 2,84            |
| 40         | 6         | Grandma liebt Grisham         | Grandma Loves Grisham      | 18. Apr. 2021        | 31. Aug. 2021                         | Eric Galileo Tignini             | Carla Banks Waddles                          | 2,79            |
| 41         | 7         | Carolyn mit Ypsilon           | Carolyn with a Y           | 2. Mai 2021          | 31. Aug. 2021                         | Michael Weaver                   | Kris Baucom & Jacob Motz                     | 2,72            |
| 42         | 8         | Kaputtes Spielzeug            | Broken Toys                | 9. Mai 2021          | 31. Aug. 2021                         | Michael Weaver                   | Mark Wilding                                 | 2,63            |
| 43         | 9         | Dosenravioli                  | Chef Boyardee              | 16. Mai 2021         | 31. Aug. 2021                         | Eric Galileo Tignini             | Samantha Taylor Pickett & Steven Rubinshteyn | 2,52            |
| 44         | 10        | Starke Zahlen, starke Herzen  | Strong Hearts Strong Sales | 24. Juni 2021        | 31. Aug. 2021                         | Eric Galileo Tignini             | Jenna Lamia                                  | 2,53            |
| 45         | 11        | Alles auf die Zwei            | Put It All On Two          | 24. Juni 2021        | 31. Aug. 2021                         | Erin Feeley                      | Helen Childress                              | 2,37            |
| 46         | 12        | Die Familie zuerst!           | Family First               | 1. Juli 2021         | 31. Aug. 2021                         | Eric Galileo Tignini             | Ester Lou Weithers                           | 2,42            |
| 47         | 13        | Du                            | You                        | 8. Juli 2021         | 31. Aug. 2021                         | Michael Weaver                   | Jeremy Gordon                                | 2,60            |
| 48         | 14        | Danke für Ihre Unterstützung! | Thank You for Your Support | 15. Juli 2021        | 31. Aug. 2021                         | Ken Whittingham                  | Vanessa Mancos                               | 2,70            |
| 49         | 15        | Wir sind quitt                | We’re Even                 | 22. Juli 2021        | 31. Aug. 2021                         | Sara Zandieh                     | Mark Wilding & Jenna Lamia                   | 2,46            |
| 50         | 16        | Nevada                        | Nevada                     | 22. Juli 2021        | 31. Aug. 2021                         | Michael Weaver                   | Helen Childress & Ester Lou Weithers         | 2,70            |